# Голюб-Добжинь (гмина)
Голюб-Добжинь (пол. Golub-Dobrzyń) — сельская гмина (волость) в Польше, входит как административная единица в Голюбско-добжинский повет, Куявско-Поморское воеводство. Население — 8062 человека (на 2004 год).

## Сельские округа
1. Бялково
2. Цешины
3. Дужа-Куява
4. Гаево
5. Галчевко
6. Карчево
7. Лисево
8. Мациково
9. Нова-Весь
10. Новогруд
11. Ольшувка
12. Островите
13. Паливодзизна
14. Плёнхоты
15. Подзамек-Голюбски
16. Скемпск
17. Соколигура
18. Соколово
19. Венгерск
20. Вроцки
21. Пуста-Домбрувка

## Соседние гмины
1. Гмина Боброво
2. Гмина Цехоцин
3. Гмина Дембова-Лонка
4. Голюб-Добжинь
5. Гмина Ковалево-Поморске
6. Гмина Радомин
7. Гмина Збуйно